# Батерст, Аллен, 1-й граф Батерст
Аллен Батерст, 1-й граф Батерст (англ. Allen Bathurst, 1st Earl Bathurst; 16 ноября 1684 — 16 сентября 1775) — британский консервативный политик. Он носил титул учтивости — лорд Батерст с 1712 по 1772 год.

## Происхождение и образование
Родился 16 ноября 1684 года на площади Сент-Джеймс в Вестминстере и был крещен в церкви Святого Джеймса на территории королевского дворца. Старший сын сэра Бенджамина Батерста (1639—1704) и его жены Фрэнсис Эпсли (1653—1727), дочери сэра Аллена Эпсли (1616—1683), и Фрэнсис Джона Петре. Он принадлежал к семье, которая, как говорят, поселилась в Сассексе до Норманнского завоевания Англии. Его отец активно занимался работорговлей через Королевскую африканскую компанию и Ост-Индскую компанию и благодаря этому накопил достаточно богатства, чтобы наделить всех троих своих сыновей земельными поместьями. Аллен Батерст унаследовал Сайренсестер-парк от своего отца и построил нынешний дом в 1714—1718 годах.
Батерст поступил в Тринити-колледж в Оксфорде в мае 1700 года. Он сменил своего отца 27 апреля 1704 года.

## Биография
Аллен Батерст заседал в Палате общин Великобритании от Сайренсестера (1705—1712).
1 января 1712 года ему был пожаловал королевой Анной Стюарт титул барона Батерста из Батлсдела в графстве Бедфордшир, освободил свое место в Палате общин, чтобы заснять место в Палате лордов.
Будучи ревностным тори, Аллен Батерст защищал Фрэнсиса Аттербери, епископа Рочестера, а в Палате лордов был оппонентом премьер-министра сэра Роберта Уолпола. Он осудил заговора сэра Джона Фенвика против короля Вильгельма III Оранского.
В июле 1742 года после отставки премьер-министра Роберта Уолпола Аллен Батерст стал членом Тайного совета Великобритании. С 1742 по 1744 год он занимал пост капитаном Корпуса офицеров почётного экскорта. Он занимал должность казначея принца Фредерика Уэльского с 1757 по 1760 год.
27 августа 1772 года Аллен Батерст получил титул графа Батерста из Батерста в графстве Сассекс.

## Интересы
Помимо своей политической карьеры, лорд Батерст также известен своим общением с поэтами и учеными того времени. Александр Поуп, Джонатан Свифт, Мэтью Прайор, Лоренс Стерн и Уильям Конгрив были среди его друзей.
В 1719 году он был одним из первых спонсоров Королевской музыкальной академии, основавшей лондонскую оперную труппу, которая заказала многочисленные произведения Генделя, Бонончини и других.
Имя Батерста указано в качестве губернатора-основателя в королевской хартии Больницы для подкидышей, пожалованной королем Георгом II в 1739 году.

## Личная жизнь
6 июля 1704 года Аллен Батерсон женился на своей двоюродной сестре Кэтрин Эпсли (6 июля 1688 — 8 июня 1768), дочери сэра Питера Эпсли, и его жены Кэтрин Фортри, дочери Сэмюэля Фортри и сестре Уильяма Фортри. У супругов было четыре сына и пять дочерей, среди которых известны:
- Леди Кэтрин Батерст (? — 1783), в 1737 году она вышла замуж за Генри Реджинальда Куртенэ (1714—1763), от брака с которым у неё было двое детей.
- Леди Джейн Батерст, в 1744 года вышла замуж за Джеймса Буллера (1717—1765), от брака с которым у неё было трое детей.
- Достопочтенный Бенджамин Батерст (ок. 1711 — 23 января 1767)
- Генри Батерст, 2-й граф Батерст (20 мая 1714 — 6 августа 1794), второй сын и преемник отца.
- Достопочтенный Аллен Батерст (? — 6 сентября 1729).
- Леди Фрэнсис Батерст, жена с 1731 года политика Уильяма Вудхауса (1706—1737).

Лорд Батерст скончался в сентябре 1775 года в возрасте 90 лет. Он был похоронен в Сайренсестерской церкви. Его сын Генри стал его преемником в графстве, уже получив титул лорда Эпсли в 1771 году после его назначения лордом-канцлером.